# Комар Владислав Анатолійович
Владисла́в Анато́лійович Кома́р (20 серпня 2000 — 14 лютого 2024) — український військовослужбовець, учасник російсько-української війни.

## Життєпис
Народився 20 серпня 2000 року у Волочиську Хмельницької області.
З 2006 по 2015 рік навчався у Волочиській загальноосвітній школі № 5. Після здобуття середньої освіти навчався у Волочиському професійному промислово-аграрному ліцеї, де здобув професію електрозварювальника.
З червня 2020 року по листопад 2021 року проходив строкову службу.
Після початку повномасштабного вторгнення пішов добровольцем у ЗСУ, спочатку служив у роті охорони у Волочиську, згодом призначений у 128-му гірсько-штурмову бригаду на посаду гранатометника.
Загинув 14 лютого 2024 під час артилерійського обстрілу в Запорізькій області.

## Нагороди
- Орден «За мужність» ІІІ ступеня[2].